# عنتر عصمانی
عنتر عصمانی (انگلیسی: Antar Osmani؛ زادهٔ ۲۲ فوریهٔ ۱۹۶۰) بازیکن فوتبال اهل الجزایر بود.
از باشگاه‌هایی که در آن بازی کرده‌است می‌توان به باشگاه فوتبال وفاق سطیف، و باشگاه فوتبال وفاق سطیف، اشاره کرد.
وی همچنین در تیم‌های ملی فوتبال الجزایر بازی کرده‌است.